# 瓦克桑维尔 (默尔特-摩泽尔省)
瓦克桑维尔（法語：Vaxainville）是法国默尔特-摩泽尔省的一个市镇，属于吕内维尔区（Lunéville）巴卡拉县（Baccarat）。该市镇总面积3.59平方公里，2009年时的人口为87人。

## 人口
瓦克桑维尔人口变化图示